# Veni, vidi, vici
Veni, vidi, vici (łac. „Przybyłem, zobaczyłem, zwyciężyłem”) – według Plutarcha i Swetoniusza tymi słowami Gajusz Juliusz Cezar przekazał (47 p.n.e.) senatowi wiadomość o swym zwycięstwie nad Farnakesem II, królem Pontu, w bitwie pod Zelą. Podkreślały one nie tyle sam wynik wojny, co jej błyskawiczne zakończenie.

Podczas triumfu nad Pontem wśród innych ozdób uroczystego pochodu kazał przed sobą nieść napis z trzema tylko słowami: „Przybyłem, zobaczyłem, zwyciężyłem”, wskazujący nie na sam wynik tej wojny, jak we wszystkich innych, lecz na cechę jej błyskawicznego ukończenia. (za: Swetoniusz, Boski Juliusz 37, przeł. Janina Niemirska-Pliszczyńska)

Słowa te zostały sparafrazowane przez Jana III Sobieskiego, który po odsieczy wiedeńskiej wysłał do papieża Innocentego XI list ze słowami Venimus, vidimus, Deus vicit, czyli „Przybyliśmy, zobaczyliśmy, Bóg zwyciężył”.

## Kultura masowa
Do zwrotu wielokroć odwoływała się również kultura masowa, kilku wykonawców nawiązuje do niego w tytułach swoich płyt (np. zespół The Hives "Veni Vidi Vicious") i piosenek lub w ich treści (np. Mark Knopfler w balladzie "Lights of Taormina" ("Światła Taorminy")). Często podawanym przykładem jest też wykorzystanie słów Veni, Vidi, Vici przez koncern Philip Morris International.